# NGC 4670
NGC 4670 (другие обозначения — UGC 7930, IRAS12428+2724, MCG 5-30-72, ARP 163, ZWG 159.69, HARO 9, KUG 1242+273, PGC 42987) — галактика в созвездии Волосы Вероники.
Этот объект входит в число перечисленных в оригинальной редакции «Нового общего каталога».